# 補強土壁工法
補強土壁工法（ほきょうどへきこうほう、英語：reinforced earth）は、盛土中に補強材を敷設することで垂直もしくは垂直に近い壁面を構築する土留め構造物。

補強土壁工法のメカニズムは，壁面材に作用する土圧力に対し，盛土材に敷設した引張り補強材の引抜き抵抗力によって釣合いを保ち，土留め壁の効果を発揮させるものである。
補強土壁は、盛土中に補強材を敷設することで垂直もしくは垂直に近い壁面を構築する土留め構造物のことである。
補強土壁の原理は、垂直に近い壁面に作用する土圧に対して、盛土内に配置した補強材の引抜き抵抗力によって釣り合いを保ち、土留め壁としての効果を発揮させるものである。
補強土壁は、補強材や壁面工の種類によって多種の工法が存在し、それぞれ設計・施工法の考え方が示されているが、設計法について統一されていない。設計の考え方は、基本的には各工法のマニュアルによるが、共通して準拠すべき基本事項および留意事項は「道路土工・擁壁工指針」に従う。

## 特徴
補強土壁は、従来のコンクリート擁壁と同様の用途として適用されるが、その特徴としては
- 特に都市部や山岳部のように用地に制限がある場所において垂直に近い壁面を持つ盛土を構築できること。
- 補強効果を発揮するためにある程度の変形を要する柔な構造であること。
- 柔軟な構造であるため、従来の擁壁では杭基礎を必要とした比較的軟弱な地盤においても、直接基礎を適用することが可能である。
- 耐震性に優れる。

などがある。

## 補強土壁の構成部材
補強材
支圧抵抗により補強効果を発揮するアンカープレート付棒鋼、摩擦抵抗力により補強効果を発揮する帯状鋼材、鋼製網や高分子材料製の格子状または面状のジオテキスタイル、並びに摩擦抵抗＋支圧抵抗＋せん断抵抗の三位一体で地震に対しても補強効果を発揮するチェーン（鎖）などが存在する。永久構造物としての機能を確保するためには鋼製補強材・チェーンの腐蝕やジオテキスタイル補強材の物理的・化学的安定性といった長期耐久性が保証されなければならない。
壁面材
壁面材にはコンクリートパネル、コンクリートブロック、鋼製枠（溶接金網、エキスパンドメタル）、場所打ちコンクリートなどがある。補強土壁は、ある程度の変形を許容すること、全体が柔な構造であることが従来の擁壁とは異なる特性である。また、鋼製枠の壁面材は、植生シート・植生マットなどを併用することにより壁面を植生させるなど修景に優れたものとすることが可能。
盛土材
補強土壁に用いる盛土材は、補強材との適合性に留意する必要がある。特に摩擦抵抗力系の補強土壁は、補強材の引抜き抵抗力が十分得られるような盛土材を選定する必要がある。支圧抵抗力系の工法は、一般に盛土材の適用範囲が広いのが特長であるが、支圧抵抗力系の工法であっても、スレーキング率が30%を越える岩砕材料、有機質土、高液性限界の粘性土などは盛土材料として適さない。

## 代表的な補強土壁工法
多数アンカー式補強土壁
盛土内に配置された鋼製のアンカー補強材の支圧抵抗力による引抜抵抗力で土留効果を発揮させる工法。盛土の補強機構として、壁面材とアンカープレートに挟まれた盛土材を「拘束補強」することで盛土体の強度を高め安定を図る。
多数アンカー式補強土壁工法は、国内で独自に開発された工法である。
1983年に建設省中国地方整備局山口工事事務所の道路改良工事で初めて採用された。以来壁高5m以上を中心に施工実績が増加しており、国内で数千件の施工実績がある。実績は、主に道路にて用いられる事が多い。
平成18年には新規格の『SNR鋼材』の補強材が、平成20年には『高強度コンクリート壁面材』が開発され、（財）土木研究センターからマニュアルの追記が発刊されている。
テールアルメ工法
盛土内に層状に配置された帯鋼補強材と盛土材との摩擦力による引抜抵抗で土留効果を発揮させる工法。盛土の補強機構として、盛土内に無数に敷設した帯鋼補強材による「擬似粘着力」で盛土体の強度を高め安定を図る。
テールアルメ工法は、1963年にフランスのアンリー・ビダール（H．Vidal）により 考案された補強土壁工法である。
1964年にフランスで道路盛土に初めて採用され、以来世界各国で実績がある。日本では1972年に日本道路公団にて中央自動車道で採用された。「テールアルメ」の由来はフランス語の「Terre(土)+「Armee(補強する)」であるが、英語の「Reinforced Earth」という名称が一般的である。実績は道路のみならず、鉄道・宅地造成（宅地造成規制区域内で適用可能な大臣認定用壁）・河川及び水辺（アクアテール３５）・橋台等幅広く用いられており、日本では最も多くの実績を有する補強土の代表的な工法である。
ジオテキスタイル補強土壁
盛土内に面状に敷設した高分子素材のジオテキスタイルと盛土材との摩擦力による引抜抵抗力及びインターロッキング効果により土留効果を発揮させる工法。ジオテキスタイルの引張り力で盛土体としての強度を高め安定を図る。面状の補強材を全面に敷設するため、盛土材の適用範囲が広いことが特長。排水機能を備えた不織布素材の補強材を用いれば、含水比の高い火山灰質粘性土なども盛土材として適用できる場合がある。
壁面材のタイプは大きく分けて二つあり、一つは壁面材に勾配を持たせた鋼製枠と植生シートを使用し表面を緑化させるタイプ、もう一つはコンクリートブロックを使用した直壁タイプである。
上記の3工法が（財）土木研究センターから設計・施工マニュアルが発刊されている工法である。
その他、直壁タイプとしては、補強材にチェーンを利用する鋼製スリットウォール工法などがある。

## 比較表
| 名称           | 名称                   | 多数アンカー | テールアルメ | ジオテキスタイル（※） |
| 分類           | 分類                   | アンカー補強土 | 帯鋼補強土 | ジオテキスタイル補強土 |
| 公的マニュアル | 公的マニュアル         | 『多数アンカー式補強土壁工法設計・施工マニュアル 第3版』平成14年10月 『追記（鋼材規格）』平成18年7月 | 『補強土（テールアルメ）壁工法 設計・施工マニュアル 第3版』平成15年11月 | 『ジオテキスタイルを用いた補強土の設計・施工マニュアル 改訂版』平成12年2月 |
| 部材           | 補強材                 | メッキ処理を施したアンカープレート付鉄筋 （溶融亜鉛メッキHDZ55） | メッキ処理を施した帯状鋼材 （溶融亜鉛メッキHDZ35） | 主に高分子素材からなるジオテキスタイル |
| 部材           | 壁面材                 | 鉄筋コンクリートパネル（分割式） | 鉄筋コンクリートパネル（分割式） | 鋼製枠、無筋コンクリートブロック（分割式） |
| 工法原理       | 道路土工擁壁工指針     | ・アンカー補強材の支圧抵抗による引抜き抵抗力で土留め効果を発揮させる。 | ・帯状補強材の摩擦抵抗力による引抜き抵抗力で土留め効果を発揮させる。 | ・ジオテキスタイルの摩擦抵抗による引抜き抵抗力で土留め効果を発揮させる。 |
| 工法原理       | 土研マニュアル（要約） | - 盛土前面に直壁を設け、盛土内に設置したアンカープレート群と剛性の高いロッドで緊結された擬似二重壁構造を有しており、擬似二重壁内の盛土材料は壁の拘束補強効果によって補強され、安定を保つ構造を有する。 - タイバーは、壁面に作用する土圧をアンカープレートに伝達させ、アンカープレートは、壁面に作用する土圧と釣合う引抜き抵抗力を発揮する。 | - 本来粘着力のない砂中に鋼材補強材を層状に埋設することによって、砂の盛土材をあたかも粘着力を兼備した材料からできた安定度の高い盛土として挙動させようとするもの。 - スキンによって、主働領域の盛土材料のこぼれ出しを防ぎ、ストリップの引抜き抵抗によって、盛土の変形を引きとめている。 | - 土とジオテキスタイルとの摩擦特性（見かけのせん断抵抗角・見かけの粘着力）、土とジオテキスタイルとのかみ合わせ効果（インターロッキング効果）などにより盛土を補強する。 - 補強領域の内部を通るすべり線に対するジオテキスタイルの破断（引張り強さ）やジオテキスタイルの引抜き抵抗力で盛土を安定させる。 |
| 検討内容       | 検討内容               | #検討内容を参照。 | #検討内容を参照。 | #検討内容を参照。 |
| 特徴           | 特徴                   | - 盛土材は、砂質土を用いることが原則とされている。 - ターンバックルにて壁面調整が可能である。 - 堅固な岩盤を有する急傾斜地などにおける計画では、ロックアンカー工法により掘削を減らすことが可能。 | - スーパーテールアルメは大型壁面材の採用により他の工法に比べて施工性が良い。 - 盛土材は、砂質土を用いることが原則とされている。 - 最も古くに考案された補強土壁工法であるため、実績が多い。                                                                                            | - 盛土材の適用範囲が広いが、元々は柔構造の斜壁工法にて用いられる工法である事から盛土材は他工法と同様。 - 補強材は、主に高強度の合成樹脂を素材としており、耐酸性、耐アルカリ性に優れ、鋼製補強材に比べて腐食の心配が少ないが長期的なクリープ特性が懸念される。                                         |
| 盛土材         | 盛土材                 | #盛土材を参照。 | #盛土材を参照。 | #盛土材を参照。 |
| 留意点         | 留意点                 | - 盛土材としては支圧抵抗力を発揮できる盛土材料を選定する必要がある。 - 日本統一分類にて規定され、一般的には細粒分が35％以下であれば使用できる。 なお、細粒土においても使用可能な分類もあるが、高盛土高において採用するかは議論が必要。 | - 盛土材としては摩擦抵抗力を発揮できる盛土材料を選定する必要がある。 - 砂質土で細粒分が35％以下のものが必要となる。 なお、細粒土においても使用可能な分類もあるが、高盛土高において採用するかは議論が必要。                                                                            | - 盛土材としては摩擦抵抗力を発揮できる盛土材料を選定する必要がある。 なお、細粒土においても使用可能な分類もあるが、高盛土高において採用するかは議論が必要。 |

（※）ジオテキスタイル補強土壁には壁面が勾配を持ったタイプが一般的であるが、ここでは他の2工法と比較するため直壁タイプで説明している。

## 盛土材
土質分類での盛土材比較
| 大分類                        | 大分類                                | 大分類                                | 中分類                                     | 中分類                                     | 小分類                                          | 記号     | 多数 アンカー | テール アルメ | ジオテキ スタイル |
| ----------------------------- | ------------------------------------- | ------------------------------------- | ------------------------------------------ | ------------------------------------------ | ----------------------------------------------- | -------- | ------------- | ------------- | ----------------- |
| 土質材料 （粒経75mm以下の土） | 粗粒土 Cm 粗粒分＞%                   | 礫質土［G］ 礫分＞砂分                | 細粒分＜15%                                | 礫｛G｝ 砂分≦15%                           | 礫（細粒分＜5% 砂分＜5%）                       | （G）    | ○             | ○             | ○                 |
| 土質材料 （粒経75mm以下の土） | 粗粒土 Cm 粗粒分＞%                   | 礫質土［G］ 礫分＞砂分                | 細粒分＜15%                                | 礫｛G｝ 砂分≦15%                           | 砂まじり礫（細粒分＜5% 5%≦砂分＜15%）           | （G-S）  | ○             | ○             | ○                 |
| 土質材料 （粒経75mm以下の土） | 粗粒土 Cm 粗粒分＞%                   | 礫質土［G］ 礫分＞砂分                | 細粒分＜15%                                | 礫｛G｝ 砂分≦15%                           | 細粒分まじり礫（5%≦細粒分＜15% 砂分＜5%）       | （G-F）  | ○             | ○             | ○                 |
| 土質材料 （粒経75mm以下の土） | 粗粒土 Cm 粗粒分＞%                   | 礫質土［G］ 礫分＞砂分                | 細粒分＜15%                                | 礫｛G｝ 砂分≦15%                           | 細粒分砂まじり礫（5%≦細粒分＜15% 5%≦砂分＜15%） | （G-FS） | ○             | ○             | ○                 |
| 土質材料 （粒経75mm以下の土） | 粗粒土 Cm 粗粒分＞%                   | 礫質土［G］ 礫分＞砂分                | 細粒分＜15%                                | 砂礫｛GS｝15%≦砂分                         | 砂質礫（細粒分＜5% 15%≦砂分）                   | （GS）   | ○             | ○             | ○                 |
| 土質材料 （粒経75mm以下の土） | 粗粒土 Cm 粗粒分＞%                   | 礫質土［G］ 礫分＞砂分                | 細粒分＜15%                                | 砂礫｛GS｝15%≦砂分                         | 細粒分まじり砂質礫（5%≦細粒分＜15% 15%≦砂分）   | （GS-F） | ○             | ○             | ○                 |
| 土質材料 （粒経75mm以下の土） | 粗粒土 Cm 粗粒分＞%                   | 礫質土［G］ 礫分＞砂分                | 細粒分まじり礫｛GF｝ 15%≦細粒分            | 細粒分まじり礫｛GF｝ 15%≦細粒分            | 細粒分質礫（15%≦細粒分 砂分＜5%）               | （GF）   | ○             | △※2           | ○                 |
| 土質材料 （粒経75mm以下の土） | 粗粒土 Cm 粗粒分＞%                   | 礫質土［G］ 礫分＞砂分                | 細粒分まじり礫｛GF｝ 15%≦細粒分            | 細粒分まじり礫｛GF｝ 15%≦細粒分            | 砂まじり細粒分質礫（15%≦細粒分 5%≦砂分＜15%）   | （GF-S） | ○             | △※2           | ○                 |
| 土質材料 （粒経75mm以下の土） | 粗粒土 Cm 粗粒分＞%                   | 礫質土［G］ 礫分＞砂分                | 細粒分まじり礫｛GF｝ 15%≦細粒分            | 細粒分まじり礫｛GF｝ 15%≦細粒分            | 細粒分質砂質礫（15%≦細粒分 15%≦砂分）           | （GFS）  | ○             | △※2           | ○                 |
| 土質材料 （粒経75mm以下の土） | 粗粒土 Cm 粗粒分＞%                   | 砂質土［S］ 礫分≦砂分                 | 細粒分＜15%                                | 砂｛S｝ 礫分＜15%                          | 砂（細粒分＜5% 礫分＜5%）                       | （S）    | ○             | ○             | ○                 |
| 土質材料 （粒経75mm以下の土） | 粗粒土 Cm 粗粒分＞%                   | 砂質土［S］ 礫分≦砂分                 | 細粒分＜15%                                | 砂｛S｝ 礫分＜15%                          | 礫まじり砂（細粒分＜5% 5%≦礫分＜15%）           | （S-G）  | ○             | ○             | ○                 |
| 土質材料 （粒経75mm以下の土） | 粗粒土 Cm 粗粒分＞%                   | 砂質土［S］ 礫分≦砂分                 | 細粒分＜15%                                | 砂｛S｝ 礫分＜15%                          | 細粒分まじり砂（5%≦細粒分＜15% 礫分＜5%）       | （S-F）  | ○             | ○             | ○                 |
| 土質材料 （粒経75mm以下の土） | 粗粒土 Cm 粗粒分＞%                   | 砂質土［S］ 礫分≦砂分                 | 細粒分＜15%                                | 砂｛S｝ 礫分＜15%                          | 細粒分礫まじり砂（5%≦細粒分＜15% 5%≦礫分＜15%） | （S-FG） | ○             | ○             | ○                 |
| 土質材料 （粒経75mm以下の土） | 粗粒土 Cm 粗粒分＞%                   | 砂質土［S］ 礫分≦砂分                 | 細粒分＜15%                                | 礫質砂｛SG｝15%≦礫分                       | 礫質砂（細粒分＜5% 15%≦礫分）                   | （SG）   | ○             | ○             | ○                 |
| 土質材料 （粒経75mm以下の土） | 粗粒土 Cm 粗粒分＞%                   | 砂質土［S］ 礫分≦砂分                 | 細粒分＜15%                                | 礫質砂｛SG｝15%≦礫分                       | 細粒分まじり礫質砂（5%≦細粒分＜15% 15%≦礫分）   | （SG-F） | ○             | ○             | ○                 |
| 土質材料 （粒経75mm以下の土） | 粗粒土 Cm 粗粒分＞%                   | 砂質土［S］ 礫分≦砂分                 | 細粒分まじり砂｛SF｝ 15%≦細粒分            | 細粒分まじり砂｛SF｝ 15%≦細粒分            | 細粒分質砂（15%≦細粒分 礫分＜5%）               | （SG-F） | ○             | △※2           | ○                 |
| 土質材料 （粒経75mm以下の土） | 粗粒土 Cm 粗粒分＞%                   | 砂質土［S］ 礫分≦砂分                 | 細粒分まじり砂｛SF｝ 15%≦細粒分            | 細粒分まじり砂｛SF｝ 15%≦細粒分            | 礫まじり細粒分質砂（15%≦細粒分 5%≦礫分＜15%）   | （SF-G） | ○             | △※2           | ○                 |
| 土質材料 （粒経75mm以下の土） | 粗粒土 Cm 粗粒分＞%                   | 砂質土［S］ 礫分≦砂分                 | 細粒分まじり砂｛SF｝ 15%≦細粒分            | 細粒分まじり砂｛SF｝ 15%≦細粒分            | 細粒分質礫質砂（15%≦細粒分 15%≦礫分）           | （SFG）  | ○             | △※2           | ○                 |
| 土質材料 （粒経75mm以下の土） | 細粒土 細粒分≧50%                     | 粘性土［CS］                          | シルト｛M｝ （塑性図上で分類）             | シルト｛M｝ （塑性図上で分類）             | WL＜50% シルト（低液性限界）                    | （mL）   | ○             | ×             | △※1               |
| 土質材料 （粒経75mm以下の土） | 細粒土 細粒分≧50%                     | 粘性土［CS］                          | シルト｛M｝ （塑性図上で分類）             | シルト｛M｝ （塑性図上で分類）             | WL≧50% シルト（高液性限界）                     | （mH）   | ×             | ×             | △※1               |
| 土質材料 （粒経75mm以下の土） | 細粒土 細粒分≧50%                     | 粘性土［CS］                          | 粘性土｛C｝ （塑性図上で分類）             | 粘性土｛C｝ （塑性図上で分類）             | WL＜50% 粘土（低液性限界）                      | （CL）   | ○             | ○             | ○                 |
| 土質材料 （粒経75mm以下の土） | 細粒土 細粒分≧50%                     | 粘性土［CS］                          | 粘性土｛C｝ （塑性図上で分類）             | 粘性土｛C｝ （塑性図上で分類）             | WL≧50% 粘土（高液性限界）                       | （CH）   | ○             | ○             | ○                 |
| 土質材料 （粒経75mm以下の土） | 細粒土 細粒分≧50%                     | 有機質土［O］                         | 有機質土｛O｝ （有機質、暗色で有機臭あり） | 有機質土｛O｝ （有機質、暗色で有機臭あり） | WL＜50% 有機質粘土（低液性限界）                | （OL）   | ×             | ×             | ×                 |
| 土質材料 （粒経75mm以下の土） | 細粒土 細粒分≧50%                     | 有機質土［O］                         | 有機質土｛O｝ （有機質、暗色で有機臭あり） | 有機質土｛O｝ （有機質、暗色で有機臭あり） | WL≧50% 有機質粘土（高液性限界）                 | （OH）   | ×             | ×             | ×                 |
| 土質材料 （粒経75mm以下の土） | 細粒土 細粒分≧50%                     | 有機質土［O］                         | 有機質土｛O｝ （有機質、暗色で有機臭あり） | 有機質土｛O｝ （有機質、暗色で有機臭あり） | 有機質で、火山灰質 有機質火山灰土               | （OV）   | ×             | ×             | ×                 |
| 土質材料 （粒経75mm以下の土） | 細粒土 細粒分≧50%                     | 火山灰質粘性土［V］                   | 火山灰質粘性土｛V｝（地質的背景）          | 火山灰質粘性土｛V｝（地質的背景）          | WL＜50% 火山灰質粘性土（低液性限界）            | （VL）   | △※1           | ×             | △※1               |
| 土質材料 （粒経75mm以下の土） | 細粒土 細粒分≧50%                     | 火山灰質粘性土［V］                   | 火山灰質粘性土｛V｝（地質的背景）          | 火山灰質粘性土｛V｝（地質的背景）          | 50%≦WL＜80% 火山灰質粘性土（Ⅰ型）               | （VH1）  | △※1           | ×             | △※1               |
| 土質材料 （粒経75mm以下の土） | 細粒土 細粒分≧50%                     | 火山灰質粘性土［V］                   | 火山灰質粘性土｛V｝（地質的背景）          | 火山灰質粘性土｛V｝（地質的背景）          | WL≧80% 火山灰質粘性土（Ⅱ型）                    | （VH2）  | △※1           | ×             | △※1               |
| 土質材料 （粒経75mm以下の土） | 高有機質土［Pt］ 有機物を多く含むもの | 高有機質土［Pt］ 有機物を多く含むもの | 高有機質土｛Pt｝                           | 高有機質土｛Pt｝                           | 未分解で繊維質 泥炭                             | （Pt）   | ×             | ×             | ×                 |
| 土質材料 （粒経75mm以下の土） | 高有機質土［Pt］ 有機物を多く含むもの | 高有機質土［Pt］ 有機物を多く含むもの | 高有機質土｛Pt｝                           | 高有機質土｛Pt｝                           | 分解が進み黒色 黒泥                             | （Mk）   | ×             | ×             | ×                 |

## 検討内容
下記表中の図は簡略図である。赤い矢印は土圧や力の向きを表しているが、実際の構造計算では土圧作用面の壁面摩擦角や上載荷重等を考慮して計算を行う。
| 検討内容                             | 検討内容                             | 多数アンカー | テールアルメ | ジオテキスタイル |
| 内的安定                             | すべりの考え方                       | 多数アンカー_すべり線 | テールアルメ_すべり線 | ジオテキスタイル_すべり線 |
| 内的安定                             | すべりの考え方                       | クーロン土圧理論より求められる直線の主働すべり面を想定。                                                                     | 経験に基づく二直線よりなる折れ線をすべり面と想定。 | 円弧すべりをすべり面と想定。 |
| 内的安定                             | 内的安定で決定される補強材の長さ     | 安定領域側に1.2m以上の位置にアンカープレートを設置。                                                                         | 安定領域中にあるストリップの摩擦面積によって、引き抜けに抵抗する摩擦抵抗力を確保できる長さ。 | 安定領域中にあるジオテキスタイルの摩擦面積によって、引き抜けに抵抗する摩擦抵抗力を確保できる長さ。                                                  |
| 内的安定                             | 補強材の最低必要長。                 | 特に規定は無い。 （施工性を考慮して2.5m程度とすることが多い。）                                                              | \| テールアルメの種別 \| 着目箇所 \| 最小長さ \| 配置区域 \| \| 上載盛土高が2m未満 0m≦H1＜2m \| 上段付近 \| 0.7・Ha \| Haの上端より0.5・Ha以上 \| \| 上載盛土高が2m未満 0m≦H1＜2m \| 下段付近 \| 0.4・Ha, 4m \| テールアルメの下端より0.3・Ha以下 \| \| 上載盛土高が2m以上 H1≧2m \| 上段付近 \| 0.7・Ha \| Haの上端より0.6・Ha以上 \| \| 上載盛土高が2m以上 H1≧2m \| 下段付近 \| 0.4・Ha, 4m \| テールアルメの下端より0.3・Ha以上 \| \| 両面テールアルメ B＜0.7Ha \| 全段 \| 0.6・Ha \| 全段 \| \| 背面が負の勾配を持った盛土 B<0.7・Ha \| 全段 \| 0.6・Ha \| 全段 \| \| テールアルメ橋台 \| 全段 \| 0.7・Ha, 7m \| 全段 \| | 敷設長は3.0m以上または0.4・H以上で全段同長を原則とする。しかし、安定した自然地山に近接して設置するような場合は、不同長としてもよい。                |
| 内的安定                             | 補強材の破断                         | 多数アンカー_破断 | テールアルメ_破断 | ジオテキスタイル_破断 |
| 内的安定                             | 補強材の破断                         | 補強材に作用する力に対して、鋼材の許容引張力が所定の安全率を確保できるか照査する                                             | 補強材に作用する力に対して、鋼材の許容引張力が所定の安全率を確保できるか照査する | 補強材に作用する力に対して、ジオテキスタイルの設計引張強さが所定の安全率を確保できるか照査する                                                      |
| 内的安定                             | 補強材の引き抜け                     | 多数アンカー_引抜 | テールアルメ_引抜 | ジオテキスタイル_引抜 |
| 内的安定                             | 補強材の引き抜け                     | 補強材に作用する力に対して、アンカープレートの支圧抵抗による引抜抵抗力が安全率を確保できるか照査する                         | 補強材に作用する力に対して、ストリップと盛土材との摩擦力による引抜抵抗力が安全率を確保できるか照査する | 補強材に作用する力に対して、ジオテキスタイルと盛土材との摩擦力およびインターロッキング効果による引抜抵抗力が安全率を確保できるか照査する            |
| 内的安定                             | 壁面材と補強材との接続部の破断       | 多数アンカー_接続 | テールアルメ_接続 | ジオテキスタイル_接続 |
| 内的安定                             | 壁面材と補強材との接続部の破断       | 壁面に作用する力に対して、壁面材と補強材とを連結する接続部材材が、所定の耐力を有するか照査する                               | 壁面に作用する力に対して、壁面材と補強材とを連結する接続部材材が、所定の耐力を有するか照査する | 壁面に作用する力に対して、壁面材と補強材とを連結する接続部材材が、所定の耐力を有するか照査する （但し、壁面材と補強材が連結されていない工法もある） |
| 外的安定                             | 滑動 (常時)                          | 路肩直 | 路肩直 | 路肩直 |
| 外的安定                             | 滑動 (常時)                          | 上載盛土がある場合 | 上載盛土がある場合 | 上載盛土がある場合 |
| 外的安定                             | 滑動 (常時)                          | 最下段補強材端部を真上に伸ばした線を擬似擁壁の仮想背面とし、背面土圧による水平力に対して、所定の安全率を確保できるか照査する | 最下段補強材と最上段補強材の端部を結んだ線を擬似擁壁の仮想背面とし、背面土圧による水平力に対して、所定の安全率を確保できるか照査する | 補強材端部を擬似擁壁の仮想背面とし、背面土圧による水平力に対して、所定の安全率を確保できるか照査する                                                |
| 外的安定                             | 滑動 (地震時)                        | 多数アンカー_滑動_地震時_慣性力                                                                                              | テールアルメ_滑動_地震時_慣性力 | ジオテキスタイル_滑動_地震時 |
| 外的安定                             | 滑動 (地震時)                        | 補強領域の自重に起因する地震時慣性力と常時背面土圧を組合せた水平力に対して、所定の安全率を確保できるか照査する               | 補強領域の自重に起因する地震時慣性力と常時背面土圧を組合せた水平力に対して、所定の安全率を確保できるか照査する | ジオテキスタイル_滑動_地震時 |
| 外的安定                             | 滑動 (地震時)                        | 多数アンカー_滑動_地震時_地震時                                                                                              | テールアルメ_滑動_地震時_地震時 | ジオテキスタイル_滑動_地震時 |
| 外的安定                             | 滑動 (地震時)                        | 地震地背面土圧による水平力に対して、所定の安全率を確保できるか照査する                                                       | 地震地背面土圧による水平力に対して、所定の安全率を確保できるか照査する | 補強領域の自重に起因する地震時慣性力と地震時背面土圧を組合せた水平力に対して、所定の安全率を確保できるか照査する                                    |
| 外的安定                             | 転倒                                 | 多数アンカー_転倒 | | ジオテキスタイル_転倒 |
| 外的安定                             | 転倒                                 | 補強領域に作用する外力に対して、合力の作用位置の偏心距離が許容値を満足するか照査する                                         | 補強領域に作用する外力に対して、合力の作用位置の偏心距離が許容値を満足するか照査する | 補強領域に作用する外力に対して、合力の作用位置の偏心距離が許容値を満足するか照査する                                                                |
| 外的安定                             | 支持力                               | 多数アンカー_支持力 | テールアルメ_支持力 | ジオテキスタイル_支持力 |
| 外的安定                             | 支持力                               | 補強領域の底面および、壁面直下の支持力について照査する                                                                       | 補強領域の底面および、壁面直下の支持力について照査する | 補強領域の底面の支持力のみ照査し、壁面直下については照査しない                                                                                      |
| 外的安定                             | 円弧すべり（補強領域内を通るすべり） | 多数アンカー_円弧_内 | テールアルメ_円弧_内 | ジオテキスタイル_円弧_内 |
| 外的安定                             | 円弧すべり（補強領域内を通るすべり） | 補強領域の内側を通るすべり面については、補強領域全体に補強せん断増加分αγを考慮できる                                         | 補強領域の内側を通るすべり面については、補強材端部500～1000mmを除いた補強領域に見かけの粘着力Cを考慮できる | 補強領域の内側を通るすべり面については、ジオテキスタイルの引張力及び引抜抵抗力を考慮できる                                                          |
| 外的安定                             | 円弧すべり(補強領域外を通るすべり)   | 多数アンカー_円弧_外 | テールアルメ_円弧_外 | ジオテキスタイル_円弧_外 |
| 外的安定                             | 円弧すべり(補強領域外を通るすべり)   | 補強領域の外側を通るすべり面の照査を行う                                                                                     | 補強領域の外側を通るすべり面の照査を行う | 補強領域の外側を通るすべり面の照査を行う |
| テールアルメの種別                   | 着目箇所                             | 最小長さ | 配置区域 | |
| 上載盛土高が2m未満 0m≦H1＜2m         | 上段付近                             | 0.7・Ha | Haの上端より0.5・Ha以上 | |
| 上載盛土高が2m未満 0m≦H1＜2m         | 下段付近                             | 0.4・Ha, 4m | テールアルメの下端より0.3・Ha以下 | |
| 上載盛土高が2m以上 H1≧2m             | 上段付近                             | 0.7・Ha | Haの上端より0.6・Ha以上 | |
| 上載盛土高が2m以上 H1≧2m             | 下段付近                             | 0.4・Ha, 4m | テールアルメの下端より0.3・Ha以上 | |
| 両面テールアルメ B＜0.7Ha            | 全段                                 | 0.6・Ha | 全段 | |
| 背面が負の勾配を持った盛土 B<0.7・Ha | 全段                                 | 0.6・Ha | 全段 | |
| テールアルメ橋台                     | 全段                                 | 0.7・Ha, 7m | 全段 | |

## 参考資料
- 財団法人土木研究センター『多数アンカ－式補強土壁工法設計・施工マニュアル　第3版』：平成14年10月
- 財団法人土木研究センター『多数アンカ－式補強土壁工法設計・施工マニュアル　第3版追記（鋼材規格）』：平成18年7月
- 財団法人土木研究センター『補強土（テールアルメ）壁工法設計・施工マニュアル　第3回改訂版』：平成15年11月
- 財団法人土木研究センター『ジオテキスタイルを用いた補強土の設計・施工マニュアル　改訂版』：平成12年2月
- 社団法人日本道路協会『道路土工－擁壁工指針　改訂版』：平成11年3月